# Fantasie voor altviool en orkest
Fantasie voor altviool en orkest is een compositie uit 1920 van Arnold Bax. Volgens inzichten in 2016 was het zijn 235e werk.
Het werk kwam tot voltooiing onder de titel Altvioolconcert in d mineur. Het ging in première op 17 november 1921 door altist Lionel Tertis met de Royal Philharmonic Society onder leiding van Albert Coates in de Queen's Hall te Londen. Het altvioolconcert had zijn titel niet mee, want in die tijd waren er nog maar weinig concerto's voor dit muziekinstrument geschreven. De recensent van de Daily Mail kon zich niet herinneren dat hij er al één had gehoord. Toch ontstonden steeds meer stukken voor altviool en orkest, onder meer in opdracht van Lionel Tertis. Ralph Vaughan Williams schreef bijvoorbeeld zijn Flos campi voor hem, en William Walton zijn altvioolconcert.
Toen Tertis het concerto van Bax in 1922 speelde onder leiding van Eugène Goossens was de titel gewijzigd in Fantasie voor altviool en orkest. Het werd toen gespeeld tijdens een concert dat integraal was gewijd aan composities van Bax. Het concert haalde een recensie in De Telegraaf. Voor de populariteit van het werk maakte het geen verschil; het voert een achterhoedegevecht ten opzichte van andere concerto’s. Ook binnen het oeuvre van Arnold Bax bleef het een vrij onbekend werk.
Bax koos voor de driedelige opzet van de concertovorm:
- Poco lento – Allegro moderato molto ritmico
- Lento semplice
- Allegro vivace.

Het werk start met het orkest, maar al in de tweede maat is er een klaaglijke solopassage. Even later citeert Bax het Ierse volksliedje A chailín donn deas na gcíocha bána ("O mooie brunette met witte borsten"). Bax had enige tijd in Ierland gewoond. De begintonen zijn gedurende het gehele werk, dat zonder onderbreking doorgespeeld wordt, te horen. In deel 3 citeert Bax nog het strijdbare Amhrán na bhFiann (soldatenlied), dat in 1926 het Ierse volkslied zou worden.
Rivka Golani heeft het werk in 1994 in Nederland uitgevoerd tijdens een concert in Muziekcentrum Vredenburg met het Radio Filharmonisch Orkest onder leiding van Nicholas Cleobury. In 1989 had zij het opgenomen voor Conifer. In 2012 nam Roger Chase het op met het BBC Concert Orchestra onder leiding van Stephen Bell voor het Dutton Vocalion-platenlabel. Die opname werd op de voet gevolgd door een opname uit 2014 door Philips Dukes met BBC Philharmonic onder leiding van Andrew Davis voor Chandos.
Bax maakte nog een pianotranscriptie van het werk, dat in de begindagen regelmatig werd uitgevoerd door Harriet Cohen en dezelfde Tertis.  